# Pavel Gantar
Dr. Pavel Gantar (* 26. října 1949 Gorenja Vas) je slovinský sociolog a politik.

## Životopis
Gantar se narodil v malé vesnici Gorenja vas v Kraňsku. Po vyučení se tesařem se rozhodl zapsat na univerzitu. Po přijímacím řízení byl přijat na fakultu politických věd Univerzity v Lublani, kde studoval sociologii. Za studií se Gantar aktivně zapojil do studentských aktivit: v roce 1971 byl spoluzakladatelem radikální studentské skupiny 13. listopadu, do které patřil také filosof Mladen Dolar. Po absolvování univerzity v roce 1974 se stal asistentem na fakultě sociálních studií lublaňské univerzity. V roce 1976 se stal členem redakce Časopisu pro kritiku vědy (Časopis za kritiko znanosti, ČKZ), kde působili také Mladen Dolar, Slavoj Žižek nebo Rado Riha.
V roce 1984 se při studiu na University of Essex seznámil s liberální kritikou marxismu. Začal se zajímat o klasické liberální myšlení, přičemž byl ovlivněn především učením britského liberálního ekonoma se slovinskými kořeny Ljuba Sirce, jenž silně kritizoval jugoslávský ekonomický model. Po návratu do Lublaně byl Gantar zvolen předsedou fakultního výboru komunistické strany. V roce 1985 využil své funkce k obhajobě esejistky Spomenka Hribara, která byla obviněna ze špinění odkazu jugoslávského národněosvobozeneckého boje z období druhé světové války, neboť v jedné ze svých esejí Hribar odsoudila hromadné poválečné vyvražďování příslušníků slovinské Domobrany. Kvůli tomuto svému postoji byl Gantar vyloučen z komunistické strany.
Gantar se aktivně zapojil do Slovinského jara, masového hnutí vedoucího k demokratizaci a nezávislosti Slovinska. Byl mezi prvními, kteří odsoudili zatčení novinářů v „Procesu se čtyřkou“, a byl členem výboru pro obranu lidských práv, ústřední platformě, která vedla demokratizační proces ve Slovinsku v letech 1988 a 1989.
V roce 1989 získal dizertaci v sociologii na Univerzitě v Záhřebu. V roce 1990 vstoupil k Liberálním demokratům Slovinska (LDS). Ve stejném roce byl zvolen do slovinského parlamentu v prvních svobodných volbách, které se ve Slovinsku konaly po druhé světové válce.
V letech 1994 až 2000 byl ministrem životního prostředí ve vládě Janeze Drnovšeka. V roce 2001 se stal ministrem pro informační společnost v posledním kabinetu Janeze Drnovšeka, později vedeném Antonem Ropem.
V roce 2004 byla LDS poražena středo-pravicovou Slovinskou demokratickou stranou. Gantar byl zvolen členem Státního shromáždění, kde jako opoziční poslanec působil do roku 2008. V roce 2007 vstoupil do nově založené sociálně-liberální strany Zares vedené Gregorem Golobičem. V roce 2008 byl opětovně zvolen do Státního shromáždění. Brzy poté byl zvolen jeho předsedou, ve funkci vystřídal France Cukjatiho.
V průběhu roku 2011 pokračoval rozklad Pahorovy koalice – v průběhu léta 2011 vládu opustily i ministryně, které nominovala strana Zares, a při příležitosti oznámení jejich demise se Gantar nechal slyšet, že funkci předsedy Státního shromáždění opustí 1. září 2011, nakonec tak učinil již o den dřív – 31. srpna 2011. Nový předseda Ljubo Germič byl zvolen 2. září 2011.. V prosincových parlamentních volbách Zares propadl a Gantar tak přišel i o pozici poslance Státního shromáždění. Následně vystřídal Golobiče v čele, nyní již mimoparlamentní, strany Zares- sociální liberálové.